# Biblioteca Euclides da Cunha
A Biblioteca Euclides da Cunha, anteriormente denominada Biblioteca Dr. Alfredo Américo Hamar, recebeu o atual nome em homenagem ao renomado escritor e sociólogo brasileiro, Euclides da Cunha. Sua obra monumental " Os Sertões", que detalha a Guerra de Canudos no sertão nordestino, e sua passagem pela cidade de São Carlos como engenheiro do 5º Distrito de Obras de São Paulo são marcos importantes na história intelectual do Brasil. E a Prefeitura de São Carlos ao adotar o nome de Euclides da Cunha, à Biblioteca reconheceu sua relevância e suas contribuições tanto para a cultura como para o conhecimento.
A Biblioteca Euclides da Cunha é uma biblioteca pública municipal e atende à todo público da cidade de São Carlos, São Paulo, Brasil. E está Incluída no Sistema Integrado de Bibliotecas de São Carlos (SIBSC) com um total de 11 bibliotecas agregadas e conectadas.
Foi criada pela Prefeitura do município de São Carlos  no dia 30 de Abril de 2009, como biblioteca pública municipal, e está instalada na Rua Antônio de Almeida Leite nº 535, no bairro da Vila Prado. Atende não só aos moradores do bairro em que esta localizada, como a todos os habitantes da cidade. 
Programas/ Projetos:
- Oferece o Clube de Literatura e Literatura para Crianças
- Oficinas regulares que são abertas para o público geral. Exemplo: Oficina de fotografia
- Clube de leitura para mulheres
- Programa de atualização recorrente sobre as leituras obrigatórias escolares e para vestibulares.
Acervo:
Térreo - Infantil: Obras de Literatura e Literatura Infantil: Espaço Infantil, Local de Doações, Empréstimo de Gibis, Projeto Maurício de Souza.
1.º andar - Acervo Geral: Pesquisas, Bibliografia, Sala de estudo, Seção de livros Neuro Divergentes, Acervo São Carlos.
Documentos para cadastro: RG e comprovante de residência
O município de São Carlos tem o título de ser o primeiro município do interior a estabelecer uma biblioteca pública, em 1916.

## Horário de funcionamento:
De segunda a sexta:
- 08:00 às 12:00h
- 13:00 às 17:00h